# Julius Ralph Davidson
Julius Ralph Davidson (* 7. Februar 1889 in Berlin; † 2. Mai 1977 in Ojai) war ein Architekt aus Deutschland, der ab 1923 in den USA tätig war. Er baute unter anderem Thomas Manns Haus in Pacific Palisades.

## Leben
Davidson, Sohn eines englischen Vaters, wuchs bei einem Onkel auf. Er konnte wegen familiärer Schwierigkeiten kein Studium antreten, begann stattdessen 1908 eine Lehre im Architekturbüro Moritz Hirschler in Berlin und wechselte 1910 ins Büro von Frank Stuart Murray in London, wo er bis 1912 blieb. Von 1912 bis 1914 arbeitete er in Paris, unter anderem für Paul und Alfred Dumas. 
Julius Ralph Davidson heiratete vor dem Ausbruch des Ersten Weltkrieges die Modedesignerin Greta Wollstein. Er kämpfte im Ersten Weltkrieg und kehrte 1919 nach Berlin zurück, wo er ein eigenes Architekturbüro eröffnete. 
1923 zog er nach Los Angeles, wo er bis 1924 im Architekturbüro Robert D. Farquhar tätig war. 1925 wurde er Filmarchitekt bei Cecil B. DeMille. Ab 1926 hatte er ein eigenes Architektur- und Designbüro in Los Angeles, das nur in den Jahren 1932 bis 1935 nach Chicago verlegt wurde. 1937 beantragte er die Naturalisierung. 1972 zog er sich aus dem Arbeitsleben zurück.
Beeinflusst von seiner Arbeit bei der Ausstattung von großen Luxusschiffen, mit der er sich in London befasst hatte, und vom Industriedesign, konzentrierte sich Davidson in den ersten Jahren seiner Berufstätigkeit auf die Gestaltung von Innenräumen. Schon in Berlin und später immer wieder arbeitete er mit indirekter Beleuchtung; die Farbpalette der Fauves sowie der Beaux-Arts-Architektur von Farquhar taucht in seinen Werken regelmäßig auf. In den 1930er Jahren beschäftigte er sich vor allem auch mit der Gestaltung von Einbaumöbeln für duofunktionale Räume. Wohnhäuser gestaltete er ab 1937 häufig im International Style. 
Ab 1945 arbeitete er an dem Projekt Case Study Houses mit und entwarf die Häuser Nr. 1, das mittlerweile im National Register of Historic Places eingetragen ist, 11 und 15. Er legte Wert auf eine ebenso komfortable wie raum- und arbeitssparende Ausstattung.
Davidsons Nachlass befindet sich in der Sammlung des Art, Design and Architecture Museum, UC Santa Barbara.

## Bauten (unvollständige Liste)
Bauten Davidsons in Berlin waren das Haus Pfeifferling in Berlin-Grunewald von 1919 und drei Geschäfte für Stiller Schuhe, die 1922 errichtet wurden. 
In Beverly Hills errichtete er am North Alpine Drive 1949 das Haus Osherenko.
Er plante das Knickerbocker Hotel sowie des Shoreland Hotel in Chicago und war für die Umbauten des dortigen Pearson Hotels in den Jahren 1932 bis 1935 verantwortlich.
In Hollywood gestaltete er 1926 das Cocoanut Grove Restaurant um.
Am Lasheart Drive in La Canada, Kalifornien, wurde 1948 das Case-Study-Haus Nr. 15 nach Davidsons Entwürfen errichtet.
In Los Angeles wurden ab 1927 am Wilshire Boulevard ein Restaurant und etliche Geschäfte nach Davidsons Plänen errichtet, 1940 das Gretna Green Apartmenthaus an der Dunoon Lane und 1945 sein eigenes Wohnhaus an der South Barrington Avenue. Dieses ist, wie auch das Cron-Haus in Los Angeles, nicht erhalten geblieben. An der Denslow Avenue wurde 1945 das Haus Crosby-Furniss gebaut, 1949 wurde an der Waverly und der Maxwell Street das Haus Schapiro errichtet, 1952 am Londonderry Place das Haus Dann, 1957 am Oporto Drive das Haus des Dr. Egbert und an der Tigertail Road das Haus des Dr. Fenichel. 1958 folgte am North Bundy Drive das Haus des Dr. Jokl. Das Westgate-Apartmenthaus in Los Angeles wurde 1966 errichtet.

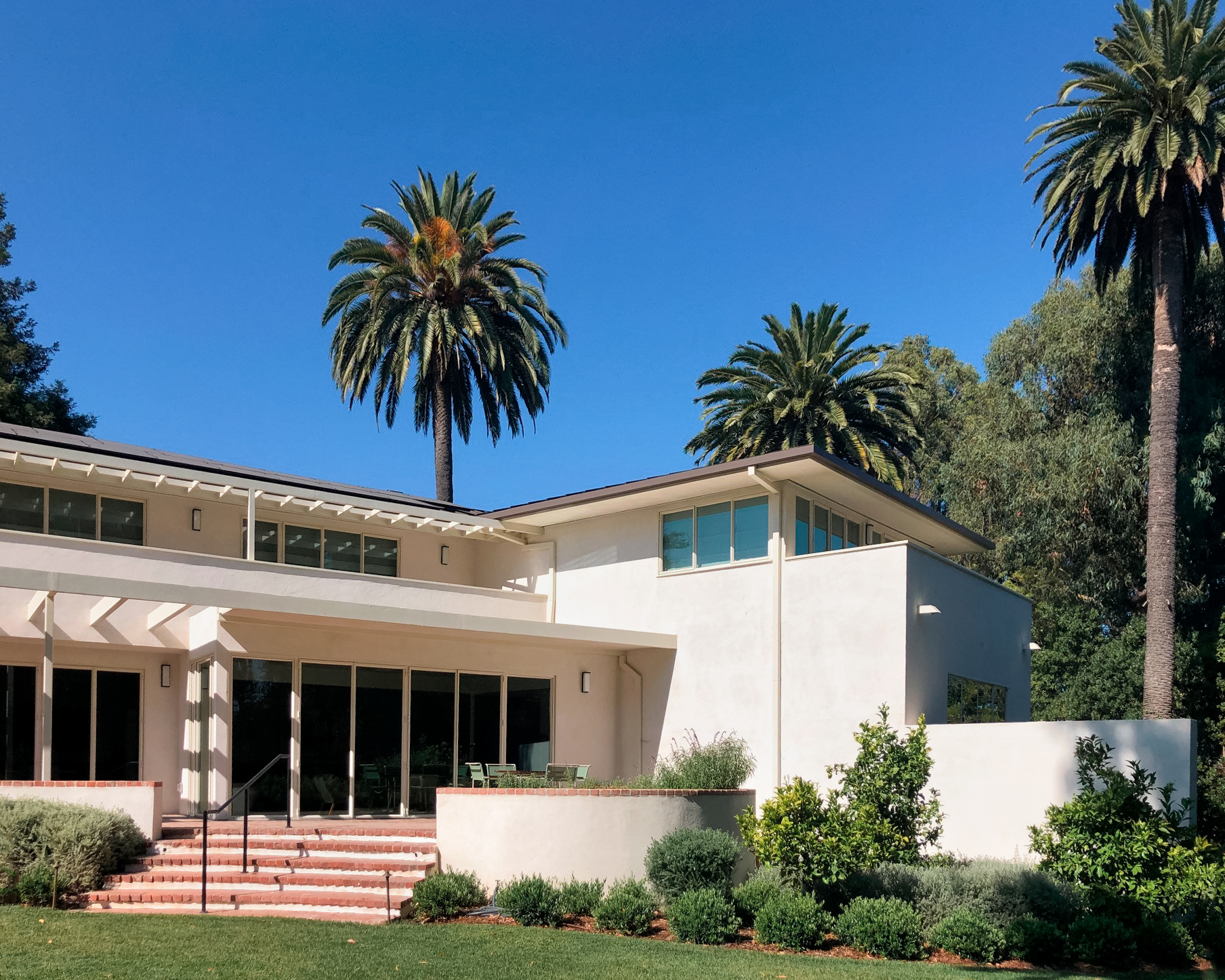
Thomas Mann House, Pacific Palisades, Los Angeles (2020)

In North Hollywood baute Davidson 1948 das Haus McFadden an der Toluca Lake Avenue, in Ojai 1941 das Haus Vigeveno.
In Pacific Palisades wurde das Haus der Familie Mann, 1550 San Remo Drive, 1941/42 nach Plänen von Davidson errichtet. Davidson zählte das im "international Style" errichtete Haus allerdings nicht zu seinen besten Bauten, und auch der Architekturfotograf Julius Shulman nahm es nicht in seine Liste der wichtigsten Entwürfe Davidsons auf. Auch das Haus der Familie Kingsley am Amalfi Drive von 1945 geht auf Pläne Julius Ralph Davidsons zurück.

## Auszeichnungen
1939 erhielt Davidson den ersten Preis des Glass Institute, Pittsburgh; 1946 den Preis der Zeitschrift Progressive Architecture und 1977 den Spezialpreis des AIA, California Council.